# Vel
Vel, cu sensul "mare", este o particulă, cu valoare de termen administrativ, care preceda un titlu sau un rang boieresc în evul mediu, în Țara Românească și în Moldova, și anume gradul cel mai înalt al unei funcții sau demnități. 
Astfel, în decursul timpului au existat dregătoriile de vel-logofăt, vel-spătar, vel-vornic, vel-pitar, vel-paharnic.
Un dregător ridicat la acest rang era denumit velit, adică ridicat la o demnitate de boier de rangul întâi.  